# Carlos Pinto
Carlos Nelson Pinto Sepúlveda (Santiago, 12 de mayo de 1959) periodista, director, guionista y escritor chileno.

## Carrera profesional
Inició su carrera  en Teleonce (hoy Chilevisión), en 1981 como reportero en Teleonce Noticias y Teleonce al despertar. Siete años más tarde se integró al programa de investigación Informe Especial de Santiago Pavlovic en TVN. También se desempeñó como periodista en programas como Zoom deportivo, Aquí, Hotel O'Higgins, En Vivo y Siempre Lunes.
En 1993, Carlos Pinto lanzó Mea culpa, programa sobre crímenes que se convertiría en el más visto de los programas de este género en la historia de la televisión chilena, con el que incluso obtuvo un premio APES en 1996 y el Copihue de Oro en 2005 y 2022 como Mejor Programa Periodístico. Pinto ha desarrollado una especie de marca personal con sus apariciones en medio de las recreaciones, el estilo con que entrevista a los victimarios y su caminata entre las celdas de las cárceles, que frecuenta en búsqueda de los criminales.
Estrenó en 1999 el programa El día menos pensado que, a diferencia de Mea culpa, trata sobre experiencias paranormales. También fue presentador de Gracias por la vida (sobre la donación y trasplante de órganos) y El cuento del tío (sobre estafas económicas), todos programas que se basan en recreaciones de hechos reales. En 2006 estrenó la serie de ficción El aval protagonizada por el actor Francisco Melo. 
Fue el conductor del reality El juego del miedo de TVN, que fue sacado del aire al poco tiempo debido a su baja audiencia. A finales de 2011, Pinto decidió no renovar su contrato con TVN, tras 26 años en la estación estatal; sin embargo regresó al canal a fines de 2012 como parte del jurado del nuevo programa Apuesto por ti.
También se ha desempeñado como locutor de radio. En 2013 empezó su nuevo programa radial llamado La noche de los ojos negros de Radio Agricultura.
El 9 de septiembre de 2013 anunció la decisión de incorporarse a Mega. Sin embargo en 2015 no renovó contrato con dicho canal debido a la no aprobación de sus proyectos.
Canal 13 lo contrató en marzo de 2017 para un nuevo proyecto llamado Irreversible.
En 2018 hizo su debut literario con El silencio de los malditos, novela inspirada en hechos reales.
Al llegar a Chilevisión en 2019, los días viernes tuvo un espacio en Contigo en la mañana llamado «Carlos Pinto Presenta», en el que analizaba casos sobre crímenes y desde octubre de 2020 tiene en ese mismo matinal una nueva sección, «En busca de la verdad», sobre casos criminales que aún no se han resuelto.
En 2021 regresa a TVN con el programa de Mea culpa, El Regreso la cual se estrenó el 21 de octubre del 2021. En enero de 2022, anunció el regreso de El día menos pensado como parte de la parrilla programática 2022 de TVN. El 9 de marzo de 2023 comenzó su nuevo programa Alma Negra.

## Vida personal
Es padre del exfutbolista y seleccionado nacional Sebastián Pinto y Carla, que se hizo conocida tras participar en el reality show de Canal 13 Mundos opuestos 2.

## Obras
- El silencio de los malditos, novela, Santiago, Suma, 2018
- El jardín de los inocentes, novela, Santiago, Suma, 2021